# You're Still the One
"You're Still the One" é uma canção da cantora canadense Shania Twain. É o terceiro single do álbum Come on Over, lançado em 1998.  O single alcançou o número 2 nas paradas da Billboard, é reconhecido como o mais bem sucedido crossover da cantora, sendo  um de seus singles de maior sucesso em rádios country. A canção foi escrita por Shania e Mutt Lange e produzida por ele mesmo.
"You're Still the One" foi indicada para quatro Grammys em 1999, vencendo dois nas categorias "Melhor Canção Country" e "Melhor Performance Vocal Feminino Country".
A canção foi um sucesso de público e crítica, ganhando diversos prêmios e é considerada pelos especialistas uma das maiores músicas de todos os tempos, foi listada no número 77 na lista das "All-Time Top Hot 100 Songs" feita pela Billboard, e no número 46 nas "100 Melhores Musicas dos Anos 90 pela VH1".
O videoclipe de "You're Still the One" foi filmado em Malibu e Los Angeles, Califórnia, totalmente em preto e branco, foi dirigido por David Hogan e filmado em 04 e 05 de dezembro de 1997 sendo lançado em 26 de janeiro de 1998. Retrata Shania em uma praia à noite e apresenta o modelo John Devoe, que mais tarde apareceu em seu vídeo de "That Don't Impress Me Much". O vídeo ganhou prêmios no Billboard Music Awards, Viewer's Choice Awards VH1, e foi nomeado para um MTV Video Music Award. O videoclipe está disponível no DVD de Shania Twain The Platinum Collection.

## Presença em "Corpo Dourado" (1998)
A canção foi incluída na trilha sonora internacional da novela "Corpo Dourado", exibida pela TV Globo em 1998. Na trama a canção foi tema dos personagens "Selena" e "Chico", interpretados por Cristiana Oliveira e Humberto Martins.

## Versões oficiais
- Versão álbum (3:34)
- Radio Edit (3:19)
- Versão Internacional (3:34)
- Versão Internacional Single Mix (3:19)
- Soul Solution Radio Remix (4:03)
- Soul Solution Extended Club Mix (8:42)
- Soul Solution Percapella Dance Mix (3:35)
- Doug Beck Pleasure Dub (6:09)
- Kano Dub (7:46)
- Live from Dallas (3:21)
- Live from Up! Close and Personal (3:28)
- Live from Divas Live (3:37)

## Versão de Paula Fernandes
You're Still the One é o primeiro single lançado pela cantora mineira Paula Fernandes da sua coletânea de duetos Encontros pelo Caminho.

### Informações
A canção, originalmente gravada e lançada como single por Shania Twain, foi composta por Shania Twain e Robert John "Mutt" Lange, Paula Fernandes se encontrou com a cantora em dezembro de 2013 em Las Vegas com Twain onde conseguiu gravar o dueto.

### Videoclipe
O videoclipe possui cenas gravadas em estúdio e e durante o ensaio e show da cantora canadense, com a brasileira como convidada especial. Na introdução do vídeo, Shania elogia Paula: "Ela é linda e tem uma voz incrível! É uma grande estrela no Brasil e eu a convidei para vir cantar com a gente hoje à noite".

### Apresentações ao vivo
A cantora apresentou a faixa ao vivo pela primeira vez no programa televisivo brasileiro Domingão do Faustão no dia 5 de outubro de 2014.
No dia 18 de outubro de 2014 a cantora apresentou a canção no programa Altas Horas, ainda comentou que a oportunidade de gravar com Shania foi um "presentão" da vida, que as vezes nem acredita, comentou também que mantém contato com a cantora e que tudo isso é meio surreal.
A cantora cantou o dueto no programa televisivo brasileiro The Noite com Danilo Gentili do SBT no dia 22 de outubro de 2014.

### Lista de faixas
| Download digital |                        |         |  |
| N.º              | Título                 | Duração |  |
| 1.               | "You're Still the One" | 3:30    |  |

### Desempenho nas tabelas musicais
| Tabela musical (2014)                                     | Melhor posição |
| --------------------------------------------------------- | -------------- |
| Brasil Billboard Brasil Hot 100 Airplay                   | 14             |
| Brasil Billboard Brasil Regional Belo Horizonte Hot Songs | 1              |
| Brasil Billboard Brasil Regional Porto Alegre Hot Songs   | 2              |